# Norma Koplick
Norma Koplick (Brisbane, 6 settembre 1973) è un'ex atleta paralimpica australiana. Atleta con disabilità intellettiva, ha gareggiato principalmente nel lancio del giavellotto e nel getto del peso.

## Biografia
Koplick è nata a Brisbane nel 1973. Fino al terzo anno di scuola superiore ha frequentato una normale scuola, salvo poi andare al John Oxley College, scuola specializzata. In questa scuola ha cominciato a praticare sport, in particolare atletica leggera e netball.
La prima manifestazione a cui partecipò Koplick furono i Giochi paralimpici per persone con handicap mentale di Madrid nel 1992. Gareggiò nei 100 metri, nel lancio del disco e nel salto in lungo senza ottenere medaglie. Ai Campionati del mondo di atletica leggera paralimpica del 1998 giunse sesta nel getto del peso. Conquistò la sua unica medaglia paralimpica a Sydney 2000, dove arrivò seconda nella gara del lancio del giavellotto.

## Palmarès
| Anno | Manifestazione     | Sede   | Evento                     | Risultato | Prestazione | Note |
| ---- | ------------------ | ------ | -------------------------- | --------- | ----------- | ---- |
| 2000 | Giochi paralimpici | Sydney | Lancio del giavellotto F20 | Argento   | 33,93 m     |      |